# Cani Lønborgová

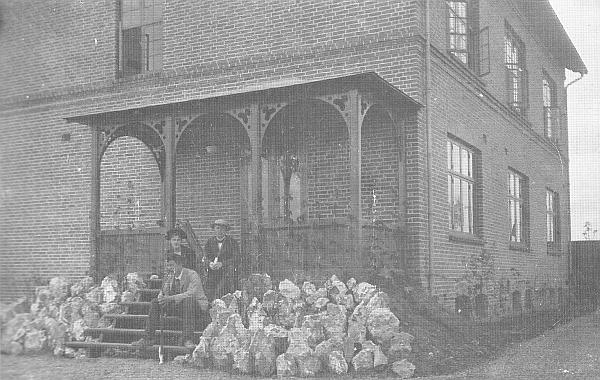
oukromá reálná škola, Glostrup, 1892

Cani Lønborgová, civilním jménem Caroline Johanne Augusta Westergaard, rozená Lønborg (28. srpna 1877, Kodaň – 	7. května 1952) byla dánská fotografka.

## Životopis
Cani Lønborgová byla dcerou fotografa Adolpha Lønborga a sestrou fotografa a malíře Haralda Lønborga. Již v 80. letech 19. století byla asistentkou svého otce v jeho ateliéru na Østergade 16 v Kodani a přibližně v roce 1892 se usadila jako nezávislá fotografka v Glostrupu, kde pořídila řadu snímků místní komunity.
Dne 5. října 1912 se vdala s farmaceutem Emil Westergaard, který byl tehdy profesor v Edinburghu. Její manžel zemřel v roce 1920.

## Galerie

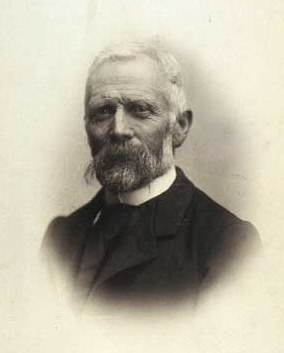
Carl Castenschiold
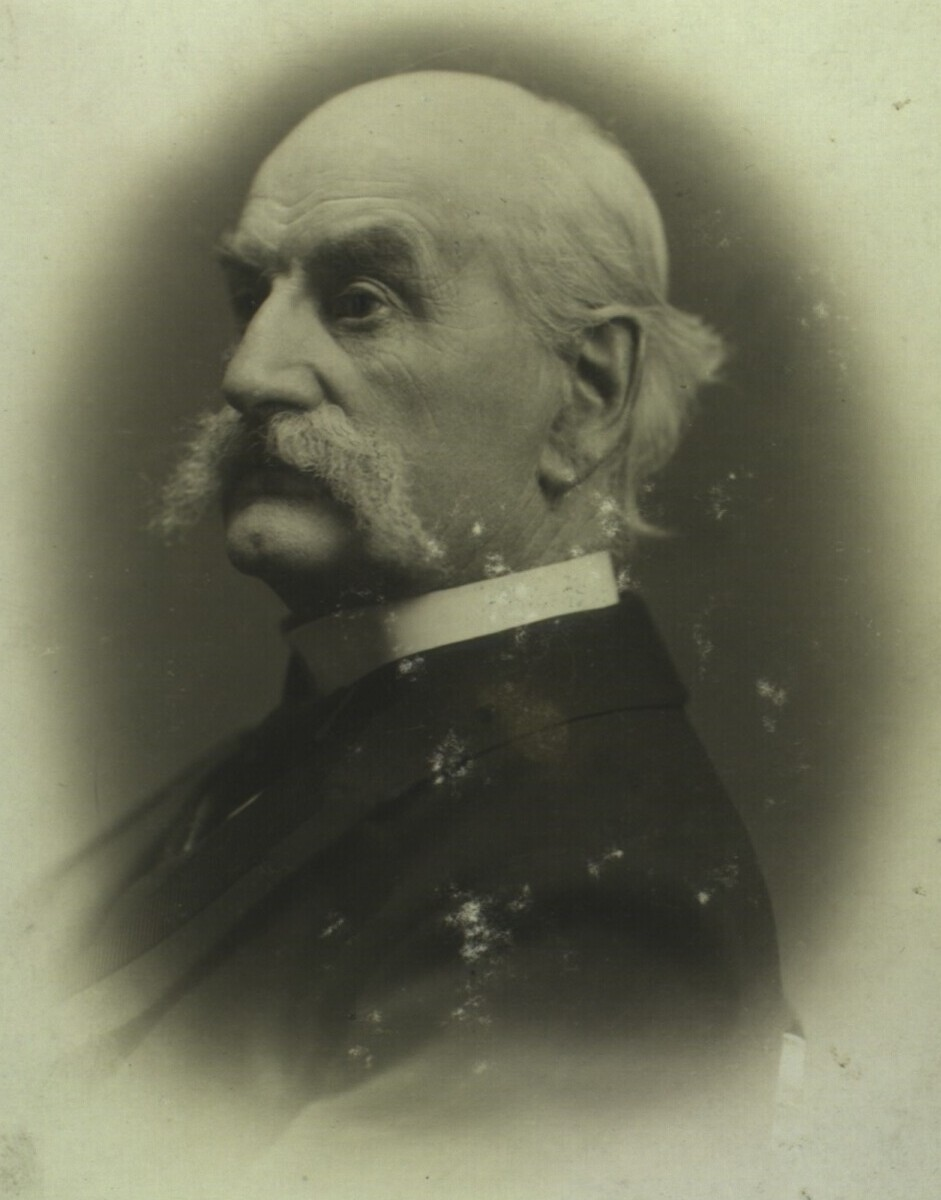
Frederik Zahle
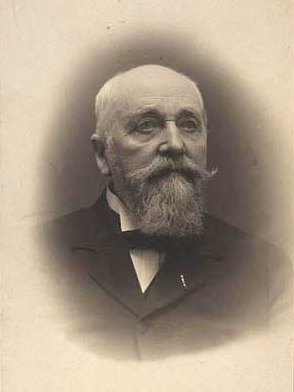
Hans Just, 1910
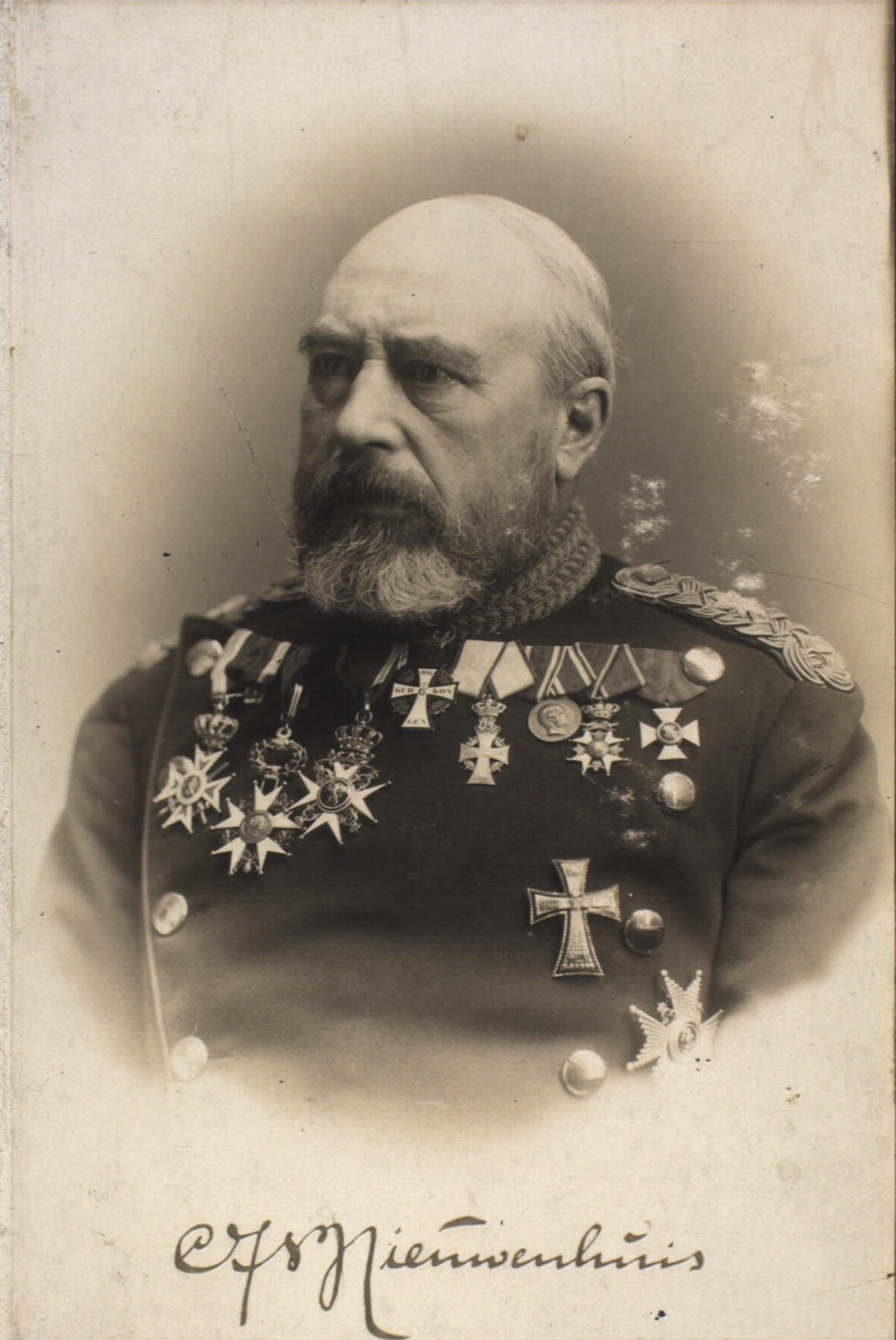
Peder Nieuwenhuis
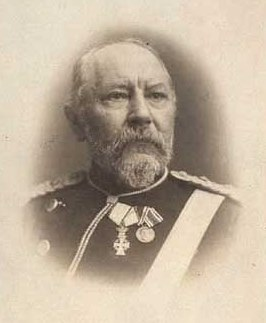
Peter la Cour